# Brigitte Smith
Brigitte Smith (* 26. Juni 1938 in Stolp) ist eine deutsche Künstlerin, die zahlreiche Kinder- und Jugendbücher illustriert hat. Bekannt wurde sie vor allem als Zeichnerin dreier Lurchihefte.

## Leben
Nach ihrer Schulausbildung erlernte Brigitte Smith das künstlerische Handwerk in Deutschland an der Werkkunstschule Wiesbaden, an der Akademie für Graphisches Gewerbe in München und in Kanada an der Academy of Fine Arts in Montreal. Smith arbeitete für diverse Schulbuchverlage und Werbeagenturen. Insgesamt elf Jahre verbrachte sie  im Ausland, davon die letzten sieben Jahre in San Francisco, wo sie ein eigenes Studio unterhielt. Ihr künstlerisches Werk wurde durch die sogenannten Hippiejahre, die sie in San Francisco miterlebte, geprägt. Zurück in Deutschland, gewann sie einen Zeichenwettbewerb, in dem der Nachfolger des prägenden Lurchizeichners Heinz Schubel gesucht wurde. Smith arbeitet als freie Künstlerin in München und ist dort als Dozentin am Institut für Graphische Gestaltung tätig. Sie gibt Kinderkurse im Rahmen der Museumspädagogik und hält Lesungen und Darstellungen zeichnerischer Möglichkeiten für Kinder an Grundschulen, Krankenhäusern und  Bibliotheken in München.
Smith illustrierte viele Kinder- und Jugendbücher für in- und ausländische Verlage. Ihre Arbeiten reichen von freien Arbeiten, Aquarellzeichnungen, Illustrationen bis hin zu anschaulichen Collagen und Objekten. Sie nahm an zahlreichen Ausstellungen im In- und Ausland teil. Sie ist verheiratet und hat drei Kinder.

## Lurchi
Von Smith stammen die Lurchihefte 53 bis 55. Ihr Zeichenstil war sehr experimentell gestaltet und unterschied sich gravierend von dem ihrer Vorgänger. Sie setzte sich bei Salamander für einen pazifistischen und humanistischen Lurchi ein, den sie auch in ihren Comics umarbeitete. Da sie nicht auf die Wünsche Salamanders einging, ihre Zeichnungen und Inhalte dem Publikumsgeschmack anzugleichen, wurde der Vertrag beendet. Nach ihrer Zeit bei Salamander war Smith weiterhin im Jugendbuchbereich und als freie Künstlerin tätig.

## Werke (Auswahl)
Smith illustrierte unter anderem:
- Was ich alles kann, sagte die Kuh. Betz, Wien 2011
- Biblija. Budyšin Ludowe Nakł, Domowina 2008
- Geschichten wie Edelsteine. Traumzeit-Verlag, Battweiler 2007
- Die schönsten Leselöwen-Freundschaftsgeschichten. 2006
- Kvaronlando. Caragea, Frankfurt am Main 2005
- Ali und der Zauberkrug. 2005
- Die Bibel. Pattloch, München 2005
- Kleiner Mann mit Krone. Lehrmittelverlag des Kantons Zürich, Zürich 2003
- Die erste Weihnacht. Lehrmittelverlag des Kantons Zürich, Zürich 2002